# Lerchenberg (Eibau)
Der Lerchenberg (466,7 m) ist eine Erhebung auf dem Neugersdorfer Lössrücken in der Östlichen Oberlausitz. Er besteht aus zwei Kuppen und liegt auf der Gemarkung Eibau der Gemeinde Kottmar.

## Lage
Der Lerchenberg wird umgeben im Norden von der Löbauer Wiese, den Hübelhäusern und Walddorf, im Osten von Eibau, im Süden von Neueibau, im Südwesten von Hetzwalde und Neugersdorf sowie im Westen von Oberland. Im Osten und Norden führt die Bahnstrecke Oberoderwitz–Wilthen um den Berg, am östlichen Fuß befindet sich der Bahnhof Eibau.
Der Berg ist Teil der Nordsee-Ostsee-Wasserscheide, die sich vom Kottmar (583 m) nach Südwesten bis zum Hübel (415 m), von dort nach Südosten über die westliche Kuppe des Lerchenberges (451 m) und schließlich wieder nach Südwesten über den Beerberg (427 m) bis zum Hutungsberg (474 m) hinzieht. Im Norden und Osten wird der Lerchenbergrücken vom Landwasser, südlich vom Leutersdorfer Wasser, die beide zur Mandau entwässern, umflossen. Ein Achtel seines Umfangs nach Westen hin gehört zum Einzugsgebiet der Spree.
Nördlich erhebt sich der Kottmar, östlich der Beckenberg (408 m), südwestlich der Beerberg und nordwestlich der Schlechteberg (485 m).

## Beschreibung
Der Lerchenberg ist ein Doppelgipfel, bestehend aus der bewaldeten Hauptkuppe (467 m) und der unbewaldeten Westkuppe (451 m). Am südlichen Fuß der Hauptkuppe liegt an der Straße vom Gewerbegebiet Kamerun nach Eibau der Schamotteteich. Südlich vorgelagert ist dem Lerchenberg die Schamotte (427 m). Nach Süden und Südosten gewährt der Berg einen weiten Blick über das Einzugsgebiet der Mandau.

## Geologie
Der Basaltstiel des Berges setzt sich aus Hornblende führendem Nephelinbasanit zusammen. Beide Kuppen bestehen aus grobmaterialreichen Verwitterungsböden. Das am Südfuß befindliche bis zu 6 m mächtige Lehmlager besteht aus mit verschiedenen Gesteinen und Fossilien durchsetztem sandigem eiszeitlichen Geschiebelehm, der von der Eibauer Ziegelei und später der Schamottefabrik Eibau abgebaut wurde. Die ehemalige Lehmgrube ist der Schamotteteich.

## Geschichte
Der Lerchenberg war früher Teil eines ausgedehnten Waldgebietes, das sich über die Fluren der heutigen Stadt Neugersdorf bis zum Hutungsberg erstreckte und den Bewohnern von Eibau während des Dreißigjährigen Krieges als Zufluchtsort diente. Nach 1790 ließ der Rat zu Zittau den zu seinem Mundgut Eibau gehörigen Lerchenberg abholzen und in Ackerland umwandeln. Die für den Feldbau untaugliche Ostkuppe wurde 1835 wieder bewaldet.

## Name
Der Name des Berges leitet sich wahrscheinlich vom früheren Bewuchs mit Lärchen her; auf dem ehemaligen Waldgebiet haben sich weitere, von Bäumen abgeleitete Flurnamen wie Lindeberg, Fichtelberg und Buchberg erhalten. Im Meilenblatt von 1805 ist der Berg mit „Lehrberg“ oder „Lerchenberg“ bezeichnet. In der Oberlausitzer Mundart wird er „Lierbarg“ bzw. „Lurbarg“ genannt.